# Elrod (Caroline du Nord)
 (mai 2025).
Pour les articles homonymes, voir Elrod.
Elrod est une census-designated place située dans le comté de Robeson, dans l’État de Caroline du Nord, aux États-Unis. Lors du recensement de 2020, elle comptait 391 habitants.